# Хроника Холодной войны (1948 год)
Хронология Холодной войны
- 1943
- 1944
- 1945
- 1946
- 1947
- 1948
- 1949
- 1950
- 1951
- 1952
- 1953
- 1954
- 1955
- 1956
- 1957
- 1958
- 1959
- 1960
- 1961
- 1962
- 1963
- 1964
- 1965
- 1966
- 1967
- 1968
- 1969
- 1970
- 1971
- 1972
- 1973
- 1974
- 1975
- 1976
- 1977
- 1978
- 1979
- 1980
- 1981
- 1982
- 1983
- 1984
- 1985
- 1986
- 1987
- 1988
- 1989
- 1990
- 1991

- 5 января: Бирма (ныне называемая Мьянма) становится независимой от Великобритании в соответствии с Законом о независимости Бирмы 1947 года.
- 30 января: Убийство Махатмы Ганди.
- 25 февраля: Коммунистическая партия Чехословакии по приказу из Москвы захватывает власть в стране в результате чехословацкого государственного переворота 1948 года.
- 10 марта: В прессе сообщается, что Министр иностранных дел Чехословакии Ян Масарик покончил жизнь самоубийством.
- 3 апреля: Президент США Гарри Трумэн подписывает план Маршалла. По итогу США предоставили западноевропейским странам экономическую помощь в размере 12,4 млрд долларов.
- 9 апреля: Гражданская война в Колумбии, также известная как «Ля виоленсия», начинается между Колумбийской консервативной партией и Колумбийской либеральной партией.
- 10 мая: Парламентское голосование на юге Кореи подтверждает утверждение Ли Сын Мана на посту президента Республики Корея после бойкота левыми.
- 14 мая: Образовано Государство Израиль, первым премьер-министром которого стал Давид Бен-Гурион.
- 15 мая: Начало арабо-израильской войны 1948 года.
- 12 июня: Матьяш Ракоши становится генеральным секретарём Венгерской партии трудящихся и становится фактическим лидером коммунистической Венгрии.
- 18 июня: Коммунистическое восстание в Малайе начинается против британских сил и сил Содружества.
- 21 июня: Администрации британской и французской оккупационных зон Германии вводят единую валюту — немецкую марку.
- 24 июня: Сталин отдаёт приказ о блокаде Западного Берлина, закрывая все сухопутные пути из Западной Германии в Берлин, в попытке вытеснить из города французские, британские и американские войска, спровоцировав протесты западноберлинского населения, заморив горожан голодом. В ответ три западные державы запускают берлинский воздушный мост для снабжения жителей Берлина по воздуху, сталинская затея терпит крах.
- 28 июня: Советский Союз исключает Югославию из Коммунистического информационного бюро (КОМИНФОРМ) за позицию последнего в отношении гражданской войны в Греции.
- 28 июня: Начало Берлинского воздушного моста.
- 3 августа: Бывший член Коммунистической партии США Уиттекер Чемберс дал показания под присягой перед Комиссией Палаты представителей Конгресса США по расследованию антиамериканской деятельности о том, что Элджер Хисс, представитель Госдепартамента США, а также один из создателей Организации Объединенных Наций, занимая должность государственного служащего, является коммунистом.
- 15 августа: Соединённые Штаты объявляют Республику Корея законным правительством Корейского полуострова, а Ли Сын Ман назначается её лидером.
- 16 августа: Представитель министерства финансов США Гарри Декстер Уайт, советский шпион, а также основатель Международного валютного фонда и Всемирного банка, скончался в своём особняке в Нью-Гэмпшире от последствий отравления после начала официального правительственного расследования его возможной работы на советские спецслужбы.
- 9 сентября: Советский Союз объявляет Корейскую Народно-Демократическую Республику законным правительством всего Корейского полуострова, а Ким Ир Сен назначен её лидером.
- 11 сентября: Смерть пакистанского лидера Мухаммеда Али Джинны.
- 18 сентября: В Индонезии начинается Мадиунское восстание, организованное Народно-демократическим фронтом (РДР) и возглавляемое лидером Коммунистической партии Индонезии Мунаваром Муссо. Восстание заканчивается через три месяца, после того как индонезийская армия захватывает или убивает большую часть повстанцев.
- 9 октября: Побег Пирогова и Барсова, двух советских военных лётчиков, за пределы «Железного занавеса». Год спустя Барсов вернулся и был расстрелян.
- 20 ноября: Американский консул и сотрудники консульства США в Мукдене, Китай, фактически взяты в заложники коммунистическими силами Китая. Кризис закончился только через год с серьёзным ущербом для отношений США с новым коммунистическим правительством в Китае.
- 1 декабря: В Аделаиде (Австралия) близ секретного полигона Вумера обнаружен мёртвый мужчина с признаками отравления неизвестным ядом, в прессе разгорается шпионский скандал известный как дело «Тамам Шуд».